# OXP 1
OXP 1, también denominado CDS, fue un pequeño satélite experimental construido por la empresa Orbcomm y lanzado el 9 de febrero de 1993 a bordo de un cohete Pegasus desde Cabo Cañaveral.

## Objetivos
La misión de OXP 1 era demostrar la posibilidad de entablar comunicaciones bidireccionales para crear una red global por parte de la empresa Orbital Communications Corporation (Orbcomm), subsidiaria de Orbital Science, la compañía fabricante del cohete Pegasus.

## Características
El satélite viajó como carga secundaria a bordo del cohete lanzador, y pesaba tan sólo 15 kg. Portaba una carga experimental para determinar la frecuencia VHF a utilizar en una futura constelación de satélites de comunicaciones. Midió la densidad de usuarios, los niveles de potencia y las interferencias a lo largo de su órbita. El satélite era alimentado por células solares y llevaba antenas integradas. El sistema de control de actitud era pasivo.